# Upa (řeka)
Upa (rusky Упа) je řeka v Tulské oblasti v Rusku. Je 345 km dlouhá. Povodí má rozlohu 9 510 km².

## Průběh toku
Protéká přes Středoruskou vysočinu. Její tok je velmi členitý, vytváří velké smyčky. Je to pravý přítok Oky (povodí Volhy).

## Vodní režim
Zdroj vody je převážně sněhový. Průměrný roční průtok vody ve vzdálenosti 89 km od ústí činí 40,2 m³/s. Kulminuje od konce března do začátku května. Zamrzá na konci listopadu až v prosinci, někdy až v lednu a rozmrzá na konci března až v dubnu.

## Využití
Voda se využívá pro zásobování. Na řece leží města Sovětsk a Tula. U města Sovětsk byla vybudována přehradní nádrž o rozloze 5,7 km².